# Mirna Louisa-Godett
Mirna Altecracia Louisa-Godett (Curaçao, 29 januari 1954) was tussen 11 augustus 2003 en 3 juni 2004 premier van de Nederlandse Antillen. Zij werd premier omdat haar broer Anthony Godett, de leider van de Curaçaose partij Frente Obrero i Liberashon 30 di Mei (Frente Obrero of FOL), ten tijde van de formatie van het kabinet beschuldigd werd van corruptie en fraude en hier later ook voor veroordeeld is. Mirna Louisa-Godett trad op als spreekbuis van de ideeën van haar broer, die daarmee feitelijk de touwtjes in handen had.
Anthony Godett en Mirna Godett zijn kinderen van de legendarische vakbondsleider Wilson Godett, die op 30 mei 1969 een van de leiders was van de staking op Curaçao, en daarbij werd neergeschoten en een tijd gevangen heeft gezeten.
Moises Frumencio da Costa Gomez · 
Efraïn Jonckheer · 
Ciro Kroon ·
Gerald Sprockel ·
Ernesto Petronia ·
Ronchi Isa ·
Otto Beaujon · 
Juancho Evertsz · 
Lucina da Costa Gomez-Matheeuws ·
Boy Rozendal ·
Miguel Pourier · 
Don Martina ·
Maria Liberia-Peters · 
Suzy Camelia-Römer ·
Alejandro Felippe Paula · 
Etienne Ys ·
Ben Komproe ·
Mirna Louisa-Godett ·
Emily de Jongh-Elhage